# (9977) Kentakunimoto
(9977) Kentakunimoto est un astéroïde de la ceinture principale.

## Description
(9977) Kentakunimoto est un astéroïde de la ceinture principale. Il fut découvert le 2 janvier 1994 à Oizumi par Takao Kobayashi. Il présente une orbite caractérisée par un demi-grand axe de 2,94 UA, une excentricité de 0,07 et une inclinaison de 2,8° par rapport à l'écliptique.